# Lijst van Belgische adelsverheffingen 2024
Dit is een lijst van personen die in 2024 in de Belgische adel werden opgenomen en/of een titel verkregen.
De volgende gunsten werden verleend:
Vergunning van persoonlijke adeldom en de persoonlijke titel van baron of barones aan:
- Salomé Van Billoen, criminologe
- François d'Adesky, strijdt voor de rechten van metissen
- Pierre Gurdjian, Solvay
- Alexis Brouhns, oud-ambassadeur
- Barbara Schmidburg, SOS Kinderdorpen
- Carine Verstraeten, 20 kilometer van Brussel
- Gaëtan Hannecart, Matexi
- Patricia Maes, computeronderzoeker
- Marc Michils, Kom op tegen kanker
- Godelieve Mostrey, Euroclear
- Claire Tillekaerts, Flanders Investment and Trade
- Urbanus Vandeurzen, Smile Invest
- Véronique Halloin, scheikundige
- Axel Vervoordt, antiquair